# Manuel Pinheiro Arnaut
Dr. Manuel Pinheiro Arnaut, o qual surge, por vezes, como Manuel Pinheiro Arnaud (em grafia antiga Manoel) (Lisboa – 1692?), foi um jurista, desenhador, calígrafo, escritor e poeta português da segunda metade e dos fins do século XVII.

## Família
Filho de Manuel Lopes Pinheiro e de sua mulher Luísa, sendo seu pai o segundo filho varão, segundo mas primeiro sobrevivente deste nome de Guilherme Arnaut, nascido ca. 1585, e de sua primeira mulher Catarina Correia, casados em Pombal, Abiul, a 26 de Outubro de 1610, e irmão de Manuel (bap. Pombal, Abiul, 16 de Agosto de 1611 - Pombal, Abiul, a. 9 de Agosto de 1616), Isabel (bap. Pombal, Abiul, 20 de Março de 1621, ... (bap. Pombal, Abiul, 27 de Janeiro de 1630) e João (bap. Pombal, Abiul, 24 de Junho de 1632).

## Biografia
Francisco Marques de Sousa Viterbo, na terceira série do seu livro Notícia de alguns pintores, cita este artista, dando informações sobre a sua vida. Diogo Barbosa Machado, na sua Bibliotheca Lusitana, diz que Manuel Pinheiro Arnaut nasceu em Lisboa, tendo sido formado como Licenciado em Jurisprudência pela Faculdade de Leis da Universidade de Coimbra e Advogado da Casa da Suplicação. Mas não foi só desenhador de bastante mérito; também dos seus trabalhos de caligrafia deixou memória. Escreveu duas obras que ele próprio ilustrou com desenhos de fino traço e de grande delicadeza: Templo da fama consagrado ao valor de Portugal e construïdor da mina do Castelo em Montes Claros na sempre memorável vitória de 10 de Julho de 1665, e Pirâmide natalícia ao nascimento da sereníssima princesa D. Isabel, filha d'Elrei D. Pedro II. A primeira destas obras dedica o autor a Luís de Vasconcelos e Sousa, 3.º Conde de Castelo Melhor, e consta de 25 décimas colocadas debaixo doutros tantos emblemas, primorosamente debuxados. A segunda obra pertenceu à livraria de D. João Mascarenhas, 1.º Marquês de Fronteira de Juro e Herdade e 2.º Conde da Torre de Juro e Herdade. Francisco Marques de Sousa Viterbo, que diz ter visto estes livros, conclui que os desenhos de Manuel Pinheiro Arnaut são pequenos quadros que lembram as gravuras de Jacques Callot. Também cultivou a poesia burlesca e deixou 76 oitavas, insertas no Tomo IV da Fenix renascida, de 1721, além de diversas fábulas, sonetos, etc, compostos de 1674 a 1692.
A 8 de Junho de 1684 teve Carta de Padrão duma tença de 40$000 réis efectivos, num dos Almoxarifados do Reino. Existe uma carta satírica sua, em que descreve, em tom jocoso, um banquete na Casa da Suplicação e envia novas da Corte, bem como cartas do Dr. José da Cunha Brochado a si, datadas de Miranda, 10 de Fevereiro e 2 de Abril de 1683 e poesias suas. Foi, ainda, um dos Membros da Academia dos Singulares.